# 田中一郎 (ミュージシャン)
田中 一郎（たなか いちろう、1954年12月8日 - ）は、福岡県福岡市出身のギタリスト。

## 来歴
- 中学時代はドラマーだったが、高校入学後より本格的にギターを始める。
- 1973年3月、福岡大大濠高校卒業（甲斐バンドの松藤英男は、同校の同級生で音楽仲間だった）。
- 1974年、照和等で高校時代から活動していたバンド「リンドン」でプロ・デビュー。 ※シングル3枚を出すが、1976年解散。
- 1977年、バンド「ARB」を結成（リーダー）し、翌年デビュー。在籍中に6枚のアルバムを残す。
- 1983年9月、ARBを脱退。それまでレコーディングに参加していた甲斐バンドのライヴ・ツアーに参加。
- 1984年6月に甲斐バンドの正式メンバーとなるが、1986年にバンド解散。
- 1985年12月にリリースされた近藤真彦の「夢絆 (12インチ)」（NEW VERSION）では、レコーディング時に松下誠と共にギター演奏を担当。
- 1987年、甲斐よしひろのツアーサポートを皮切りにソロ音楽活動開始。また以降、現在までソロ活動と並行しながらプロデューサーとして、他バンド・ミュージシャンのサウンドプロデュースを手がける。（THE HEART、ECHOES、横道坊主、斉藤光浩、柳葉敏郎他）
- 1988年、初のソロアルバム『IN』発表。
- 1993年、ミュージシャン活動と並行して、東芝EMI(現:EMIミュージック・ジャパン)で、レコード・メーカーのプロデューサーとなる。
- 1995年～2001年、KIT16としてプロデューサー活動やソロ活動も並行させながらバンド活動。
- 1996年、甲斐バンド期間限定復活に参加。
- 1998年～、再びフリーのプロデューサーとなり、多くのアーティストの育成を手掛ける。
- 1999年～2001年・2008年～、甲斐バンド再結成に参加（2009年以降、活動再開）。
- 2020年現在、ソロ活動の他、洗足学園音楽大学でのギター講師やプロデューサーとしての活動もしている。

## 活動スタイル
ソロ活動はアコースティックギターでの独演スタイルと、ドラム:西川貴博（THE KIDS）、ベース:市川洋二(ex.THE STREET SLIDERS）、（現在は、One boy players,One boy trio,KIT16のメンバーでもあった榎本高）との3ピースのバンドスタイルの、2スタイルとなっている。

## エピソード
- 父親は、少年院の院長であった。
- ARB・3代目ギタリストである白浜久の父親も同じ少年院の教官で田中と白浜とは幼馴染。田中と白浜の兄は同級生だった。
- 甲斐よしひろは1学年先輩であるが、通った幼稚園・小学校・中学校が同じである。
- 『いかす!!バンド天国』の審査員を務めていた(ARB解散後の白浜久も審査員を務め共演する)。演奏途中にワイプが出て、中止を喰らうバンドにも、しっかり審査し、かつ激励するスタンスで人気がでた。容姿から「アンパンマン一郎」などと言われたりもした。
- NHK-BS 「BSヤングバトル」の審査員も務めた。
- 不定期に「R&R CONVERSATION」というタイトルのイベントを主催し、様々なゆかりあるミュージシャンを呼んでいる。直近は2006年7月1日、日比谷野外音楽堂で開催。
- 毎年12月、行われるアコギワンマンライブは、10年以上続く恒例行事となっている。長らく足立区・梅島YUKOTOPIAで開催されていたが、閉店後は杉並区・高円寺ShowBoatで開催されている。
- 2010年末、LIVE GATE TOKYO@EBISUにて年越しライブ『Thanks & Hello 2010-2011』を主催。斉藤光浩、BTR、THE KIDS、黒葛原りつ with Le2、THE RISKY DRIVE SHOW、白浜久らが参加
- プロレス団体「SWS」に所属していた北尾光司、佐野直喜両選手の入場テーマ曲を手がけたことがある。ちなみに当時のSWSのオーナー企業の社長は田中八郎氏。
- エースコック「スーパーカップ」のCMソング「雨を見たかい」リリース後、ライバル企業が運営していたライブハウスである日清パワーステーションへのライブ公演、出演ができなかった時期がある。出演解禁後に高橋研、井口一彦とのジョイント・ライブに出演。井口がアドリブで「雨を見たかい」を歌い出し「それはダメ」と田中が慌てるが、日清「カップヌードル」のCMソング「翼の折れたエンジェル」（作詞・作曲高橋研）を演奏するというオチをつけた。

## ディスコグラフィー

### アルバム
田中一郎スーパーノマッド
One boy players
KIT16
- KIT16（1997年7月25日）
- Let's Fly Out（1998年6月22日）
- VEX&CAVE（1999年11月）
- AAA（2002年1月21日）

詳細はKIT16の項参照。

### DVD
- Acoustic Guitar Technique（教則DVD）（2000年）
- 東京百歌&Tokyo Acoustic Nite（2006年1月）
- Still & Move ICHIRO TANAKA R&R CONVERSATION in HIBIYA（2006年7月）
- TREASURE BOX of Rock'n Roll（教則DVD）（2007年10月26日）
- 田中一郎のロックン・ロール・ハイスクール上下全6巻（教則DVD）